# Formulários comuns
Os Formulários Comuns são uma série de missas fora do contexto do Ano litúrgico, que atendem a diversdas necessidades.
Na organização do Missal Romano, se encontram após o Próprio dos santos e santas e antes das Missas Rituais, e reúnem sete classes diferentes.

## Formulários das missas
Como dito, os Formulários Comuns reúnem sete classes de formulários diferentes. São eles (nesta ordem):
- Comum da dedicação de uma igreja que aponta:
- No dia da Dedicação, mas esta missa se encontra nas Missas Rituais.
- No aniversário da Dedicação (A.: Na própria igreja dedicada; e B.: em outra igreja).

- Comum de Nossa Senhora que aponta:
- Misas 1, 2 e 3 (sem especificação).
- Missa 4: no tempo do Advento.
- Missa 5: no tempo do Natal.
- Missa 6: no Tempo Pascal
- outras orações da Virgem Maria (sem número).

- Comum dos Mártires que aponta:
- Missas 1, 2, 3, 4 e 5: para vários Mártires, fora do Tempo Pascal.
- Missas 6 e 7: para um mártir, fora do Tempo Pascal.
- Missas 8 e 9: para vários mártires, no Tempo Pascal.
- Missa 10: para um mártir, no Tempo Pascal.
- outras orações para os mártires (para Missionários mártires, para uma Virgem máritir, e para uma Santa mártir).

- Comum dos Pastores que aponta:
- Missas 1 e 2: para papas.
- Missas 3 e 4: para bispos.
- Missas 5, 6 e 7: para pastores.
- Missas 8 e 9: para fundadores de igrejas.
- Missas 10, 11 e 12: para missionários.

- Comum dos Doutores da Igreja que aponta:
- Missas 1 e 2 (ver Doutor da Igreja).

- Comum das Virgens que aponta:
- Missas 1, 2 e 3: para uma única virgem.
- Missas 4: para duas ou mais virgens.

- Comum de Santos e Santas que aponta:
- Missas 1, 2, 3, 4, 5 e 6 (sem especificação).
- Missas 7 e 8: para religiosos.
- Missa 9: para aqueles(as) que praticaram obras de misericórdia.
- Missas 10: para educadores e educadoras.
- Missas 11 e 12: para santas mulheres.